# Betty Blue
Betty Blue (fr. 37°2 le matin) – francuski dramat psychologiczny z 1986 roku w reżyserii Jeana-Jacques'a Beineix. Scenariusz filmu powstał na podstawie powieści Philippe'a Djiana. Debiut ekranowy modelki Béatrice Dalle, którą po premierze filmu okrzyknięto nową Brigitte Bardot.
Zdjęcia kręcono w Gruissan i Narbonne (departament Aude), Nogent-sur-Marne i Saint-Maur-des-Fossés (departament Dolina Marny), Marvejols (departament Lozère) oraz w Paryżu.

## Opis fabuły
Opowieść o parze outsiderów. Początkujący pisarz Zorg (Jean-Hugues Anglade) zaszył się po jakimś tragicznym niepowodzeniu w opustoszałej miejscowości nadmorskiej. Do jego drewnianego domku na plaży przychodzi kelnerka Betty (Béatrice Dalle). Ich miłość jest gwałtowna i pełna kłótni. Betty odkrywa, że Zorg napisał powieść i uważa, że zrobi dzięki niej karierę. Aby przełamać bierność kochanka, podpala dom i zmusza go do wyjazdu. W Paryżu oboje pogrążają się w szaleńczej zabawie, a kiedy powieść zostaje ostatecznie odrzucona przez wydawców, uciekają do prowincjonalnego miasteczka, gdzie umiera matka Eddy'ego. Ta gorączkowa wędrówka zmienia oboje. Betty straciła swój euforyczny optymizm, a jej gwałtowność obróciła się w autodestrukcję. Natomiast Zorg zbyt późno zdołał przełamać swą bierność. Chce teraz ustabilizowanego życia, we własnym domu – zwłaszcza, że nadchodzi wreszcie wyczekiwana oferta od wydawcy. Betty popada jednak w obłęd.

## Główne role
- Jean-Hugues Anglade – Zorg
- Béatrice Dalle – Betty
- Gérard Darmon – Eddy
- Consuelo De Haviland – Lisa
- Clémentine Célarié – Annie
- Jacques Mathou – Bob
- Vincent Lindon – policjant Richard
- Jean-Pierre Bisson – komisarz
- Dominique Pinon – dealer